# Anne Briand-Bouthiaux
Pour les articles homonymes, voir Briand et Bouthiaux.
Anne Briand-Bouthiaux, née le 2 juin 1968 à Mulhouse, vétérinaire, douanière, est une biathlète qui a évolué en équipe de France de biathlon  jusqu'en 1999. Championne olympique de biathlon sur l'épreuve du relais avec Véronique Claudel et Corinne Niogret lors des Jeux olympiques de 1992 à  Albertville, elle remporte également deux autres médailles olympiques deux ans plus tard lors de l'édition de Lillehammer, l'argent sur le 15 kilomètres et le bronze avec le relais français, toujours composé de Claudel et Niogret, associées à Delphyne Burlet. Elle remporte sept médailles mondiales, dont deux titres. Elle remporte également le classement général de la Coupe du monde en 1995.

## Biographie

### Carrière sportive
Elle commence sa carrière dans la Coupe du monde en 1990-1991, où elle marque quelques points. Dès le début de la saison 1991-1992, elle court avec les meilleures biathlètes, obtenant ses premiers top dix à Hochfilzen, avant de gagner deux relais de suite. Elle monte ensuite sur son premier podium individuel à Antholz et devient championne olympique du relais avec Véronique Claudel et Corinne Niogret à Albertville, où elle est aussi septième du sprint. Lors des deux hivers suivants, elle signe deux victoires sur l'individuel de Pokljuka, et remporte également son premier titre mondial sur la course par équipes à Borovets en 1993. En 1994, elle participe aux Jeux olympiques de Lillehammer, qui s'avèrent fructueux aussi, Briand s'emparant de la médaille d'argent à l'individuel derrière Myriam Bédard et la médaille de bronze au relais.
En 1995, en plus de remporter la Coupe du monde, après avoir fini sur le podium du classement général lors des trois saisons précédentes, elle devient championne du monde du sprint devant Uschi Disl.
Elle n'obtient ensuite des podiums que dans des relais, gagnant notamment deux médailles dans les épreuves collectives aux Championnats du monde 1996. Elle se retire du biathlon en 1999.

### Carrière professionnelle
Élève de l'École nationale vétérinaire de Lyon, Anne Briand obtient en 1993 son doctorat avec une thèse sur la réintroduction du bouquetin des Alpes dans le Parc des Écrins. En 1997, elle obtient un diplôme d'université de nutrition du sport avec un mémoire sur la nutrition au service de la performance. À partir de 1999, elle est chargée d'études à l'Institut national de la recherche agronomique (INRA) de Grignon. Son temps est partagé entre la biologie et ses applications, et le sport. Elle a publié OGM - Brevets pour l'inconnu en 2001.

## Palmarès biathlon

### Jeux olympiques d'hiver
| Épreuve / Édition   | Individuel                         | Sprint | Relais                              |
| ------------------- | ---------------------------------- | ------ | ----------------------------------- |
| JO 1992 Albertville | 19e                                | 7e     | Médaille d'or, Jeux olympiques      |
| JO 1994 Lillehammer | Médaille d'argent, Jeux olympiques | 30e    | Médaille de bronze, Jeux olympiques |
| JO 1998 Nagano      | 20e                                | 54e    | —                                   |

Légende :
- : première place, médaille d'or
- : deuxième place, médaille d'argent
- : troisième place, médaille de bronze
- — : pas de participation à l'épreuve

### Championnats du monde
| Mondiaux \ Épreuve    | individuel     | Sprint               | Poursuite                        | Départ en masse                  | Relais                   | Course par équipes               |
| 1991 Lahti            | 35e            | 31e                  | Épreuve inexistante à cette date | Épreuve inexistante à cette date | —                        | 8e                               |
| 1992 Novossibirsk     | JO Albertville | JO Albertville       | Épreuve inexistante à cette date | Épreuve inexistante à cette date | JO Albertville           | 4e                               |
| 1993 Borovets         | 34e            | 4e                   | Épreuve inexistante à cette date | Épreuve inexistante à cette date | Médaille d'argent, monde | Médaille d'or, monde             |
| 1995 Antholz          | 6e             | Médaille d'or, monde | Épreuve inexistante à cette date | Épreuve inexistante à cette date | Médaille d'argent, monde | Médaille de bronze, monde        |
| 1996 Ruhpolding       | 9e             | 18e                  | Épreuve inexistante à cette date | Épreuve inexistante à cette date | Médaille d'argent, monde | Médaille de bronze, monde        |
| 1997 Osrblie          | 7e             | 23e                  | 12e                              | Épreuve inexistante à cette date | 4e                       | —                                |
| 1998 Hochfilzen       | JO Nagano      | JO Nagano            | —                                | Épreuve inexistante à cette date | JO Nagano                | 5e                               |
| 1999 Kontiolahti Oslo | 23e            | 18e                  | 27e                              | 22e                              | 4e                       | Épreuve inexistante à cette date |

Légende :

 : première place, médaille d'or

 : deuxième place, médaille d'argent

 : troisième place, médaille de bronze

 : épreuve inexistante

— : pas de participation à cette épreuve

### Coupe du monde
- Vainqueur du classement général en 1995.
- 12 podiums individuels : 6 victoires, 3 deuxièmes places et 3 troisièmes places.

#### Détail des victoires individuelles
| Saison / Épreuve | Individuel       | Sprint                                  | Poursuite | Mass start | Total |
| 1992-1993        | Pokljuka         |                                         |           |            | 1     |
| 1993-1994        | Pokljuka Antholz |                                         | 2         |            |       |
| 1994-1995        | Bad Gastein      | Oberhof Antholz (Championnats du monde) | 3         |            |       |
| Total            | 4                | 2                                       | 0         | 0          | 6     |

## Palmarès ski de fond

### Championnats de France
Championne de France Elite dont :
- Relais : 1987

## Vie privée
Elle est mariée à Stéphane Bouthiaux, qui était notamment l'entraîneur de l'équipe de France de biathlon.

## Décorations
Médaille d'honneur des douanes (2006)